# Andrzej Pietruszczak
Andrzej Pietruszczak (ur. 21 lipca 1954 w Tomaszowie Mazowieckim) – polski profesor logiki oraz filozofii.

## Życiorys
W 1974 ukończył Technikum Elektryczne w Koluszkach. Następnie podjął studia z zakresu matematyki teoretycznej na Uniwersytecie Łódzkim, pod kierunkiem prof. Lecha Włodarskiego. Dziesięć lat później obronił doktorat pt. Logiczno-filozoficzne i formalne problemy w metodologii standardowego rachunku nazw. Systemy i ich metateoria na Uniwersytecie Mikołaja Kopernika w Toruniu. W 2001 roku uzyskał habilitację na podstawie rozprawy zatytułowanej Metamereologia. W roku 2014 otrzymał tytuł profesora nauk humanistycznych. W latach 2005–2019 pełnił funkcję kierownika Katedry Logiki Wydziału Humanistycznego UMK. Jego specjalnościami są m.in.: mereologia, geometria i topologia bezpunktowa, logika modalna i rachunek nazw. Jest jednym z redaktorów naczelnych międzynarodowego kwartalnika „Logic and Logical Philosophy”.
Od 1981 roku jest członkiem Polskiego Towarzystwa Filozoficznego. Jest także członkiem Polskiego Towarzystwa Logiki i Filozofii Nauki.

## Odznaczenia
- Nagroda Ministerstwa Edukacji Narodowej i Spotu (2002)[1]